# Samaël Aun Weor
Samaël Aun Weor (de son vrai nom Víctor Manuel Gómez Rodríguez), né le 6 mars 1917 à Bogota et décédé le 24 décembre 1977 à Mexico, est un occultiste, un ésotériste et un écrivain colombien.
Il a écrit plusieurs livres sur la Gnose et fondé le « Mouvement gnostique » contemporain. Depuis, diverses organisations existent, affirmant pour certaines avoir été créées directement par lui.
Il affirme être l'expression d'un archange déchu du nom de Samaël, « l'Avatar de l'Ère du Verseau, comme Jean le Baptiste l'avait été pour l'Ère des Poissons », celui qui est venu pour unifier les traditions ésotériques et religieuses de l'Orient et de l'Occident. Certains éléments de sa doctrine, ainsi que leur application, qui diffère au sein des nombreux groupes gnostiques, ne manquent pas jusqu'aujourd'hui de générer la controverse.  
L'œuvre de Samaël Aun Weor compte environ 80 livres et un certain nombre de conférences retranscrites (d'une centaine à plus de trois cents suivant les sources), originellement en espagnol des traductions ont été réalisées en plusieurs langues. Le nombre d'adeptes dans les différents groupes gnostiques se compte en milliers.

## Biographie
Víctor Manuel Gómez Rodríguez est né à Bogota en Colombie. Après avoir commencé ses études chez les jésuites, insatisfait, il les quitte à l'âge de 12 ans pour se vouer à l'étude du spiritisme d'Allan Kardec. À 16 ans, il rejoint la Société théosophique pour être finalement admis, à l’âge de 18 ans, à la Fraternitas Rosicruciana Antiqua d'Arnold Krumm-Heller, où il prétend avoir donné des conférences,,. C’est là aussi qu’il aurait étudié la totalité de la bibliothèque rosicrucienne et qu’il aurait appris le secret du « Grand Arcane » ou de la sexualité sacrée. Soit la clé qui, selon lui, sous-tend l’enseignement de toutes les grandes religions du monde.
Déçu de ses expériences passées, après avoir étudié les œuvres d'Éliphas Lévi, Rudolf Steiner, Helena Blavatsky et Max Heindel, il quitte les rosicruciens pour se plonger dans la méditation où il cherche son maître intérieur. C’est à cette période qu’il dit avoir connu l’éveil spirituel et que son nom lui aurait été révélé (de l'hébreu סמאל : samayel, le venin de Dieu ou la médecine de Dieu), composé comme le sont le nom des anges, et Aun Weor désignant l'énergie sexuelle et la lumière.
Il rencontra Arnolda Garro Mora (dite « Maîtresse Litelantes ») au début des années 1940 avec qui il vécut pendant 35 ans.
En 1948, il commença à enseigner à un petit groupe d’étudiants. Il publie son livre Le mariage parfait,,, qui fut rejeté par les spiritistes et ésotéristes de l'époque. Peu après, en 1952, il fut emprisonné pour une courte période car ce livre était considéré comme "immoral" et contre les "bonnes mœurs", et pour avoir exercé illégalement la médecine (« committing the crime of healing the sick »),.
Il fonda ensuite plusieurs institutions gnostiques et centres au Panama, El Salvador, Costa Rica, et finalement à Mexico où il s'installe définitivement pour y diriger le Mouvement gnostique et pour y rédiger la grande partie de son œuvre. Les principes qu’il décrit dans ses livres, inspirés de la théosophie, ainsi que des auteurs mentionnés plus haut, visent à  unifier toutes les grandes traditions et philosophies connues. Il aurait aussi beaucoup emprunté à Ouspensky et à Gurdjieff.

## Doctrine
La doctrine de Samael Aun Weor est proche de la théosophie d'Helena Blavatsky, mais en plus éclectique. À ce titre, il considère qu'il existe un enseignement commun à toutes les grandes religions et cultures du passé, qu’il décrit en utilisant le terme Gnose (du grec Gnosis, ou connaissance). Il prétend que la Gnose, telle qu’il l’enseigne, est la source de tous les courants spirituels, ésotériques et religieux, et qu’elle renferme les clés de la rédemption du genre humain, ou « Autoréalisation intime de l’Être », par l’éveil de la conscience et des facultés latentes en chaque individu. Cet état de perfection, qui selon lui est le but de l’existence, apporterait la félicité authentique et l’immortalité de l’âme.
Il considère que l’homme actuel n'est qu'une machine ou un animal intellectuel à la conscience endormie, asservi par ses pulsions intérieures, et au service de la Nature. Selon lui, l'être humain actuel est dominé et contrôlé par ses égos, une multitude d'agrégats psychiques, les défauts (colère, envie, luxure, gourmandise, paresse, orgueil, convoitise, peur). L'« Autoréalisation intime de l’Être » le libèrerait de cet état. Elle pourrait être réalisée par la mise en œuvre de ce qu'il appelle « les 3 facteurs de la Révolution de la Conscience,, » :
1. « La mort Mystique », qui consiste, selon lui, en la découverte, la compréhension et l'annihilation des défauts psychologiques.
2. « La naissance » qu'il explique comme le fait d'éveiller la Kundalini, une énergie très puissante à la base de la colonne vertébrale. Ceci se réalise par la pratique de la magie sexuelle : des relations sexuelles entre époux et épouse, sans orgasme[13], qui visent à la transmutation alchimique des énergies créatrices afin de cristalliser les corps internes (astral, mental, causal).
3. « Le sacrifice », qu'il désigne comme "le don de soi à l'humanité", par des œuvres de charité et en retransmettant "les clés de la sagesse éternelle" de la doctrine[3],[4].

La dispersion de l'énergie sexuelle en dehors des pratiques édictées dans la doctrine (la magie sexuelle) est vue comme la véritable cause de la perte de toute faculté, des maladies, du vieillissement et la dégénérescence des fonctions vitales du corps, de la perte de la mémoire, et, enfin, de la mort elle-même.
Samael Aun Weor appelle aussi l'Autoréalisation la « Christification », c'est-à-dire l'incarnation du Christ, qui amènerait l'immortalité de l'âme (à ne pas confondre avec la figure historique de Jésus). Cette « Christification » serait, selon lui, à la base de toutes les grandes religions et non pas uniquement du christianisme primitif.
Pour asseoir ses théories, Samael Aun Weor nie la véracité d'une certaine partie du discours de la science moderne. À titre d'exemple il nie avec insistance l'Évolution qu'il appelle un dogme. Il estime que la vie n'a pu apparaître sans l'influence d'une intelligence supérieure, et que le singe n'est pas l'ancêtre direct de l'Homme.

## L'Église gnostique
Samaël Aun Weor était élève d'Arnold Krumm Heller qui était lui-même un membre de l'église gnostique de la Fraternitas Rosicruciana Antiqua. Après sa mort en 1949, Samael Aun Weor a posé les premières pierres de l'Église gnostique chrétienne universelle en Colombie puis au Mexique. Cette église représente à ce jour une grande partie des connaissances initiatiques et ésotériques transmises dans les cercles fermés. Elle est présente dans de nombreux pays en Amérique latine et aussi en Europe. L'Église gnostique enseigne les exercices délivrés dans ses livres et pratique des messes publiques dans certains pays.

## Le Mouvement gnostique

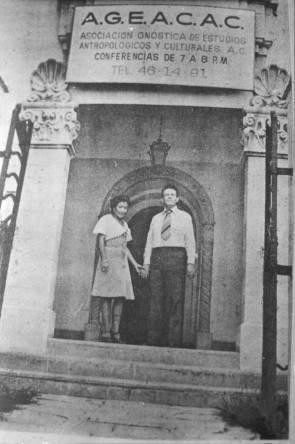
Samaël et Litelantes devant leur association d'origine, l'A.G.E.A.C.A.C.

Après avoir quitté la Colombie, Samaël Aun Weor finit par s'établir au Mexique, où il forme en 1950 le Mouvement gnostique à Mexico, sous la forme de diverses associations dont l'A.G.E.A.C.A.C. (Associacion Gnostica de Estudios Anthopologicos y Culturales A.C. ; A.C signifiant Associacion Civil[réf. nécessaire]) qu'il fonde avec son épouse. Il fonde aussi l'I.C.U., Instituto de Caridad Universal (ou Institut de Charité Universelle).
L'A.G.E.A.C.A.C. devint, à la mort de Samaël Aun Weor, l'enjeu de conflits de pouvoir entre certains de ses disciples directs. Sa veuve, Arnolda Garro Mora, finit par quitter cette association à la suite de certains désaccords en lien avec l'application de la doctrine, la succession et la gestion des droits d'auteur de Samaël Aun Weor,. Elle fonde alors l'I.G.A. (Instituto Gnóstico de Antropologia), avec ses filiales aujourd'hui présentes dans de nombreux pays. Avant de décéder le 5 février 1998, Garro Mora nomma officiellement l'un de ses fils, Osiris Gomez, comme président du siège mondial de l'I.G.A. et de ses filiales. Osiris Gomes est décédé en 2015. 
La question des droits d’auteur est jusqu’à aujourd’hui (2009) une source de litige entre : d’une part, les successeurs qui continuent d’affirmer que ces droits leur appartiennent et, d'autre part, les autres qui affirment que Samaël y aurait renoncé publiquement en 1976,.[source insuffisante]
De nos jours, le Mouvement gnostique est composé de nombreux regroupements apparus notamment à la suite des désaccords entre certains disciples, présidents, coordinateurs nationaux ou instructeurs de différents pays. La liste suivante, non exhaustive, recense quelques-uns des principaux regroupements internationaux se réclamant de Samaël Aun Weor :
- Association Culturelle Gnostique Samaël Aun Weor (ACGSAW)
- Association Gnostique d'Études Anthropologiques (AGEA)
- Association Gnostique d'Études Anthropologiques et Culturelles (AGEAC)
- Association Gnostique Internationale de Recherche Anthropologique (AGIRA)
- Centre Gnostique Anaël (CGA)
- Centre SOPHIA
- Cercle d'Investigation de l'Anthropologie Gnostique (CIAG)
- Instituto Gnóstico de Antropologia (IGA)
- Mouvement gnostique chrétien universel (MGCU)
- Mouvement gnostique international (MGI)

## Ouvrages de Samaël Aun Weor
- 1950 La Révolution de Bel
- 1951 Cours Zodiacal
- 1952 Catéchisme gnostique (Conscience Christ - Le pouvoir est dans la croix)
- 1952 Le Livre de la Vierge du Carmel
- 1953 Les Sept Paroles
- 1954 Manuel de Magie Pratique
- 1954 Traité d'Alchimie Sexuelle
- 1954 Rose ignée
- 1955 Les Mystères du Feu
- 1955 Les Soucoupes Volantes
- 1956 Les Mystères Majeurs
- 1958 Le Magnus Opus
- 1959 La Montagne de la Juratena
- 1959 Notions fondamentales d'endocrinologie et de criminologie
- 1959 Volonté Christ
- 1959 Traité Ésotérique de Théurgie
- 1959 Logos, Mantras, Théurgie
- 1959 Le Livre Jaune
- 1960 Message du Verseau (Don & C.)
- 1961 Introduction à la Gnose
- 1961 Le Mariage Parfait
- 1962 Les mystères de la vie et de la mort
- 1963 Mariage, divorce et tantrisme
- 1963 La Gnose au XXe siècle
- 1964 La Dissolution du Moi
- 1964 Les vaisseaux cosmiques
- 1965 La Science de la Musique
- 1965 Le Livre des Morts
- 1967 Le Collier du Bouddha
- 1968 Les Corps Solaires
- 1969 Cours ésotérique de Kabbale
- 1969 Cours Ésotérique de Magie Runique
- 1969 Mon retour au Tibet
- 1970 L'Éducation Fondamentale
- 1970 Au-delà de la mort
- 1970 Le Parsifal dévoilé (Don et Compassion)
- 1971 Le Mystère de la Fleuraison d'Or
- 1972 En regardant le mystère
- 1972 Les Trois Montagnes
- 1973 Magie christique aztèque
- 1973 Oui il y a l'Enfer, oui il y a le Diable, oui il y a le Karma
- 1974 Les planètes métalliques de l'Alchimie
- 1974 La Doctrine Secrète de l'Anahuac
- 1975 La grande rébellion
- 1975 Psychologie Révolutionnaire
- 1977 Les réponses d'un Lama
- 1978 Anthropologie gnostique
- 1978 Tarot et Kabbale
- 1980 Pour le Petit Nombre
- 1983 La Pistis Sophia dévoilée
- 1985 La révolution de la dialectique
- 1985 Les Écoles Ésotériques
- 1990 La Transformation Radicale (ou Exercices de Lamaserie)